# István Perczel
István Perczel (1957) è un filologo classico e bizantinista ungherese, studioso degli autori del cristianesimo primitivo.

## Biografia
Dopo aver conseguito un dottorato all'Accademia ungherese delle scienze, è divenuto uno dei massimi esperti mondiali dello Pseudo-Dionigi l'Areopagita e dei Cristiani di San Tommaso nel Kerala.
Dal 2000 ha diretto il progetto di ricerca e digitalizzazione dei manoscritti dei cristiani di San Tommaso nell'India del sud, redatti in lingua siriaca e malayalam. Ha fondato lo studio del siriaco classico come una moderna lingua franca indiana, collegata al dialetto Suriyani della lingua Malayalam.
Nel 2013, Perczel ha proposto l'identificazione dell'unico manoscritto noto del De Trinitate attribuito a Didimo il Cieco, rinvenuto nella Biblioteca Angelica di Roma, con l'Outlines of Theology, menzionato più volte nel Corpus Dionysianum come la sua principale opera di teologia positiva. Il Corpus viene inteso come un'opera molto più ampia, integrata con i testi citati al suo interno, la quale fu realizzata da un singolo autore ovvero da un gruppo di molteplici pseudo-epigrafisti coevi.
Secondo il profilo accademico pubblicato dall'università, è un iperglotta che conosce il greco antico, il latino, il siriaco classico, il garshuni e lo slavo ecclesiastico, oltre ad avere una conoscenza fluente di 7 lingue moderne e a possedere una padronanza pratica dell'ebraico, del ktobonoyo e del malayalam.